# Gerard Fernández
Gerard Fernández (1938) es una monja católica conocida por su trabajo como consejera en el corredor de la muerte en Singapur.

## Trayectoria
Su llamada a este trabajo comenzó una mañana durante los ejercicios de enunciación cuando su padre la obligó a recitar un verso "Y te mando a la prisión de Sing Sing, allí para ser colgado, destripado y descuartizado". Se unió a las Hermanas del Buen Pastor, una orden de monjas católicas a los 18 años, y comenzó su trabajo con su primer reclus condenado a muerte a los 36 años. 
En sus más de 40 años de trabajo, Fernández ha trabajado con 18 reclusos en el corredor de la muerte, las más notables fueron Catherine Tan Mui Choo y Hoe Kah Hong, las cómplices de Adrian Lim en los asesinatos de 2 niños. En 2018, apareció en el cortometraje Sister del cineasta Chai Yee Wei. La película destacó a la Hermana Gerard y su asesoramiento sobre Catherine Tan Mui Choo y Hoe Kah Hong antes de su muerte.

## Reconocimientos
Fernández es la primera mujer de Singapur en ser incluida en la lista de la BBC de 2019 de las 100 Mujeres más inspiradoras e influyentes de todo el mundo.